# Phyllodroma
Phyllodroma is een geslacht van kevers uit de familie van de loopkevers (Carabidae). De wetenschappelijke naam van het geslacht is voor het eerst geldig gepubliceerd in 1843 door Lacordaire.

## Soorten
Het geslacht Phyllodroma omvat de volgende soorten:
- Phyllodroma cylindricollis (Dejean, 1825)
- Phyllodroma hispidula (Bates, 1872)